# Auvibel-taks
De Auvibel-taks of thuiskopievergoeding is een heffing in België op de verkoop van informatiedragers, zoals beschrijfbare cd's en dvd's, USB-sticks en externe harde schijven, en van aanverwante elektronische toestellen zoals dvd-recorders en settopboxen. Deze heffing werd voor het eerst ingevoerd in 1994, en had toen betrekking op cassettes en cd's. Vanaf 1 februari 2010 is deze vergoeding uitgebreid naar een aantal moderne informatiedragers en sinds 1 december 2013 werden ook de tablets toegevoegd aan het tariefstelsel en werden de tarieven van de dragers (met name de USB-sticks, de geheugenkaarten en de externe harde schijven) verlaagd door een verbreding van de laagste capaciteitsschijf.
De bedoeling van deze heffing is een vergoeding te kunnen voorzien voor de muzieksector, de audiovisuele sector, de letterkundige sector en de sector van beeldende en grafische kunst voor kopieën voor eigen gebruik van auteursrechtelijk beschermd materiaal, de zogenaamde thuiskopieën. Aangezien het in de praktijk moeilijk is na te gaan hoeveel thuiskopieën iemand maakt en van welke werken, wordt de inning van deze heffing geregeld via een forfaitair bedrag op verschillende lege informatiedragers, te betalen door de verkopers die deze informatiedragers op de Belgische markt aanbieden.

## Thuiskopieën
Volgens boek XI "Intellectuele eigendom" van het Wetboek van economisch recht heeft enkel de auteur van een werk het recht om dat werk te reproduceren of om iemand toestemming te geven tot deze reproductie. De thuiskopie vormt hierop echter een uitzondering.
Deze wet legt dus enkele voorwaarden op waaraan een reproductie moet voldoen om als thuiskopie beschouwd te worden. We kunnen zes voorwaarden onderscheiden:
- het gaat over een werk (auteur); een gelijkaardige wet bestaat voor een prestatie (uitvoerder);
- op een geoorloofde wijze openbaar gemaakt;
- geluidswerken, audiovisuele werken, werken van letterkunde en werken van beeldende of grafische kunst;
- een reproductie;
- in familiekring: hiermee wordt niet per se een bloedverwantschap aangeduid, maar eerder dezelfde dit kan bijvoorbeeld ook slaan op de bejaarden in een rusthuis;
- bestemd voor deze familiekring: dit betekent bijvoorbeeld dat de kopieën niet uitgeleend of verkocht mogen worden, maar ook bijvoorbeeld dat ze niet gedraaid mogen worden op feesten.

Er wordt geen eigendomsvoorwaarde gesteld. Er wordt met andere woorden niet geëist dat de je het originele exemplaar waarvan de kopie gemaakt wordt zelf bezit. Dus ook in de volgende voorbeelden kunnen we spreken van een thuiskopie.
- Je neemt een liedje op van de radio of een film van tv.
- Je leent een originele cd/dvd uit de bibliotheek en kopieert deze voor eigen gebruik.
- Je leent een originele cd/dvd van een vriend en kopieert deze voor eigen gebruik.

In de volgende twee voorbeelden kunnen we echter niet spreken van een thuiskopie. De kopie is namelijk niet bestemd voor de familiekring van de persoon die de kopie maakt. Deze kopieën zijn dus illegaal.
- Je leent een kopie van een cd/dvd van een vriend.
- Je laat een vriend voor jou een kopie maken van een cd/dvd.

## Werking
De inning van deze vergoeding en de verdeling ervan aan de rechthebbenden is in handen van Auvibel, een overkoepelende organisatie van verschillende auteursrechtenorganisaties (zoals SABAM). De uitbetaling van de vergoeding aan de rechthebbenden verloopt als volgt : in eerste instantie wordt het totale bedrag verdeeld tussen de categorieën audio, video en multimedia. Betreffende de categorieën audio en video wordt, eenmaal het definitieve aandeel voor de geluidswerken en de audiovisuele werken bepaald is, de wettelijke verdeelsleutel toegepast om deze bedragen te verdelen onder de betreffende colleges, namelijk 1/3 voor de auteurs, 1/3 voor de producenten en 1/3 voor de uitvoerende kunstenaars. Betreffende multimedia wordt eerst aan de hand van een verdeelsleutel bepaald welke delen toegekend worden aan respectievelijk de geluidswerken, de audiovisuele werken en de werken van letterkunde en die van beeldende of grafische kunst. Vervolgens worden de respectievelijke wettelijke verdeelsleutels toegepast om deze bedragen te verdelen onder de betreffende colleges, namelijk m.b.t. de geluidswerken en de audiovisuele werken 1/3 voor de auteurs, 1/3 voor de uitvoerende kunstenaars en 1/3 voor de producenten en m.b.t. de werken van letterkunde en de werken van beeldende of grafische kunst 1/2 voor de auteurs en 1/2 voor de uitgevers.
De uitbetaling gebeurt niet rechtstreeks aan de rechthebbenden, maar aan de aangesloten auteursrechtenorganisaties, die de vergoeding bezorgen aan hun leden.

## Tarieven
De volgende tabel geeft de huidige tarieven weer van deze heffing voor enkele veel gebruikte informatiedragers. De lijst is geldig vanaf 1 december 2013
| Informatiedragers                                  | Informatiedragers                                  | Tarief (excl. BTW) |
| -------------------------------------------------- | -------------------------------------------------- | ------------------ |
| Cd-r, Minidisc, Audiocassette,                     | Cd-r, Minidisc, Audiocassette,                     | € 0,12             |
| Dvd, analoge videocassette                         | Dvd, analoge videocassette                         | € 0,40             |
| Opnametoestel, geïntegreerd of niet, zonder drager | Opnametoestel, geïntegreerd of niet, zonder drager | € 2,00             |
| Salontoestel met geïntegreerde drager              | tot en met 256 GB                                  | € 3,30             |
| Salontoestel met geïntegreerde drager              | meer dan 256 GB tot en met 1 TB                    | € 10,75            |
| Salontoestel met geïntegreerde drager              | meer dan 1 TB                                      | € 13,00            |
| USB-stick of geheugenkaart                         | tot en met 4 GB                                    | € 0,15             |
| USB-stick of geheugenkaart                         | meer dan 4 GB tot en met 16 GB                     | € 0,50             |
| USB-stick of geheugenkaart                         | meer dan 16 GB                                     | € 1,35             |
| mp3-speler, smartphone, tablet                     | tot en met 2 GB                                    | € 1,00             |
| mp3-speler, smartphone, tablet                     | meer dan 2 GB tot en met 16 GB                     | € 2,50             |
| mp3-speler, smartphone, tablet                     | meer dan 16 GB                                     | € 3,00             |
| externe harde schijf                               | tot en met 500 GB                                  | € 1,30             |
| externe harde schijf                               | meer dan 500 GB tot en met 1 TB                    | € 6,75             |
| externe harde schijf                               | meer dan 1 TB                                      | € 9,00             |

## Kritiek
De Auvibel-taks lokte veel kritiek uit, niet enkel van consumenten, maar ook van auteurs zelf.
Er werd ook een online petitie gestart tegen deze belasting.
Enkele veel gehoorde kritieken zijn de volgende:
- Waarom moeten we betalen voor iets dat we zouden kunnen doen? Vele informatiedragers zullen immers niet gebruikt worden om een door auteursrecht beschermd audiovisueel werk op te kopiëren, maar bijvoorbeeld voor vakantiefoto's.
- Zorgen thuiskopieën wel voor een inkomstenverlies van de auteur? Het is namelijk onduidelijk op basis waarvan de tarieven bepaald zijn.
- Bereikt de vergoeding wel de rechthebbende auteurs? In de praktijk zullen enkel de auteurs die aangesloten zijn bij een auteursrechtenorganisatie vergoed worden.
- Een auteur kan het recht op vergoeding niet weigeren. Auteurs die hun werk onder een vrije licentie uitgeven, willen echter niet dat er moet betaald worden om hun werk te mogen kopiëren.
- Voor vele consumenten lijkt het alsof ze gestraft worden omdat illegale downloaders zorgen voor minder inkomsten aan Auvibel. Personen die legaal downloaden, betalen namelijk twee keer auteursrechtentaks: één keer op het aangekochte werk, en nog een keer om het op te slaan op een harde schijf of andere drager. Waarschijnlijk zullen ook cloudcomputingback-upoplossingen zeer drastisch worden belast. Hierdoor zal de consument die legaal werk aanschaft via internet drie keer auteursrechtentaks moeten betalen op het aangekochte werk.